# Punsch

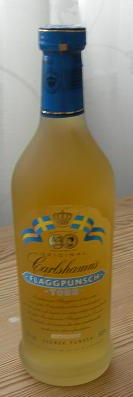
Bouteille de punsch.

Punsch (aussi connu sous les noms de arrack punch, caloric punch, ou punch), est une liqueur traditionnelle suédoise (et en moindre mesure des autres pays scandinaves), fait d'arrack, sucre, eau et divers parfums.
Quoique tous les deux des boissons à base de liqueur, le punsch est différent du punch. Les deux noms proviennent très probablement du même mot persan pour « cinq », se référant au nombre d'ingrédients. Le Musée suédois de l'histoire des vins et spiritueux dit toutefois que le mot a été introduit au suédois à travers l'anglais et non directement du hindi.

## Histoire
La Compagnie suédoise des Indes orientales commence à importer l'arrack dès l'arrivée du bateau Fredricus Rex Sueciae à Göteborg en 1733. Il devient vite populaire, particulièrement parmi les nobles, qui peuvent payer plus aisément les hauts prix des produits importés. Cette boisson se répand plus tard au reste de la société suédoise, au point où le poète et compositeur Carl Michael Bellman le mentionnera dans plusieurs de ses œuvres sur la vie à Stockholm.
Au milieu du XVIIe siècle, on faisait le punsch à la maison en mélangeant de l'arrack, du sucre, de l'eau, du thé et du citron.
Le punsch atteint l'apogée de sa popularité au XIXe siècle, particulièrement dans les universités d'Uppsala et de Lund.

## Consommation
Au début, l'arrack est mélangé aux autres ingrédients et chauffé peu avant sa consommation ; il est donc servi chaud ou tiède. Dès 1840, lors de sa montée en popularité et la vente de punsch en bouteille, on le boit froid comme le brännvin (vodka suédois). Aujourd'hui, on sert le punsch chaud en hiver, surtout en compagnie d'une soupe de pois jaunes au petit salé.

## Marques
Parmi les marques les plus vendues, on trouve Carlshamns Flaggpunsch, Cederlund Caloric, Facile Punsch, Trosa Punsch, et Helmi Arrakkipunssi.

## Sources
- (en) Cet article est partiellement ou en totalité issu de l’article de Wikipédia en anglais intitulé « Punsch » (voir la liste des auteurs).